# Władimir Rubaszwili
Władimir Michajłowicz Rubaszwili (gruz. ვლადიმერ გრიგოლის ძე რუბაშვილი; oset. Рубайты Григорийы фырт Владимир; ros. Владимир Григорьевич Рубашвили; ur. 26 grudnia 1940 w Naozie, zm. 1 lutego 1964 w Tbilisi) – radziecki zapaśnik, osetyjskiego pochodzenia, walczący w stylu wolnym. Brązowy medalista olimpijski z Rzymu 1960, w kategorii do 60 kg.
Mistrz świata w 1961 roku.
Mistrz ZSRR w 1962 i 1963; trzeci w 1960 roku. Odznaczony medalem „Za pracowniczą wybitność”.